# Абель (король Дании)
Абель (дат. Abel; 1218 — 29 июня 1252) — король Дании с 1250 года. Герцог Шлезвига с 1232 года. Сын датского короля Вальдемара II и принцессы Беренгарии Португальской. Брат датских королей Эрика IV и Кристофера I.

## Биография
Абель был коронован 1 ноября 1250 года после смерти своего брата Эрика IV. Эрик IV был, по-видимому, убит людьми Абеля. Абель конфликтовал с братом, оспаривая право на трон. Хотя Абель вместе с 24 дворянами дал т. н. «клятву двух дюжин» (дат. dobbelt tylvter-ed), что не участвовал в убийстве, мнение о том, что Эрик был убит по приказу Абеля, до сих пор широко распространено.
Абель и его жена Мехтхильда Гольштейнская (дат. Mechtilde af Holsten) правили в Дании 1,5 года. Он был убит в сражении 29 июня 1252 года во время карательной экспедиции в Северную Фрисландию. Его сын Вальдемар был захвачен архиепископом Кёльна для получения выкупа, поэтому королём Дании стал младший брат Абеля Кристофер I (который был коронован в Рождество 1252 года). Вдовствующая королева Мехтильда в 1261 году вышла замуж за ярла Биргера.
Потомки Абеля правили в южной Ютландии до 1375 года, часто совместно со своими гольштейнскими родственниками. Они создавали постоянную проблему для датских королей из-за сепаратистских устремлений.